# Ćwiek

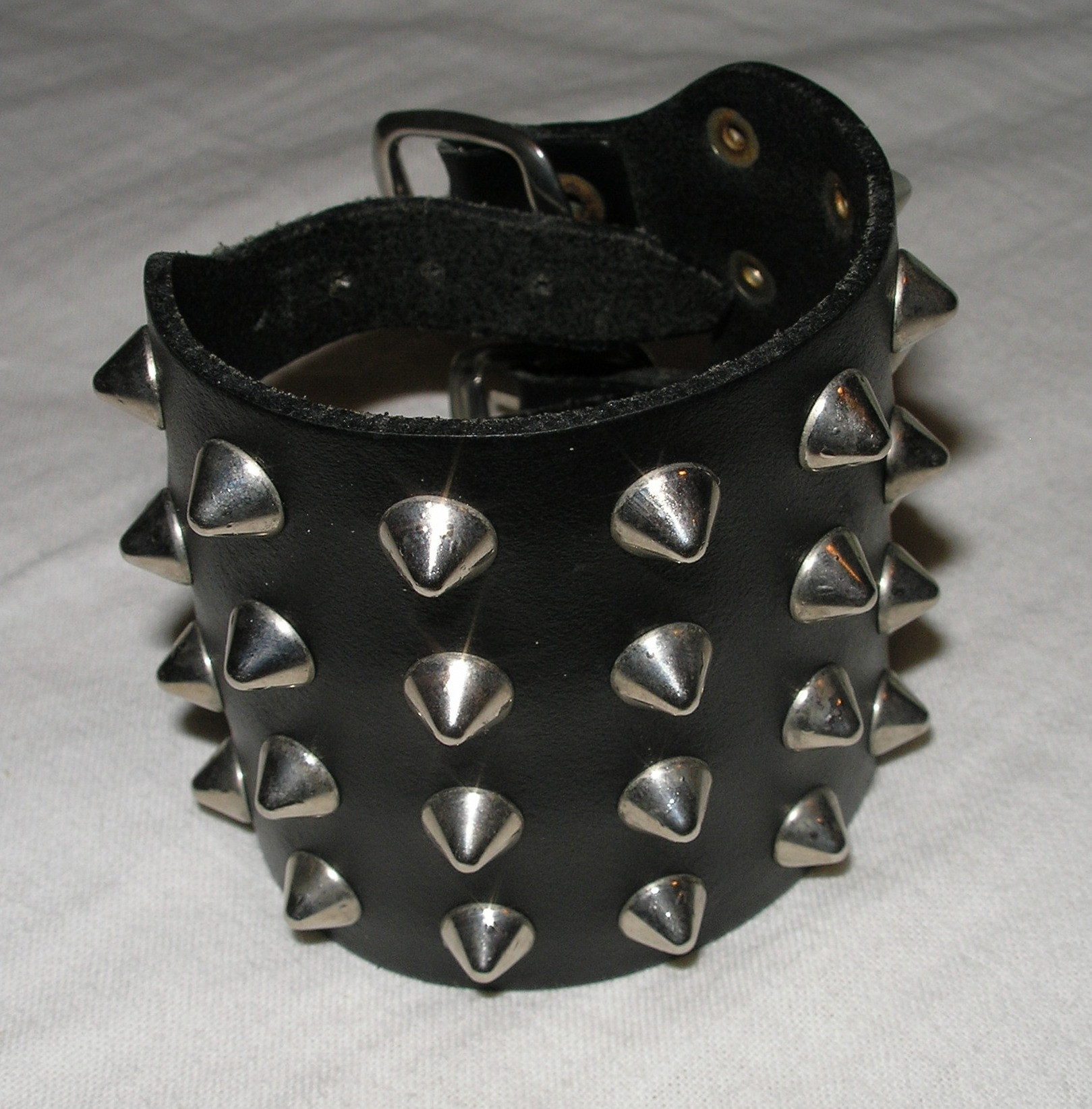
„Pieszczocha” nabijana ćwiekami.

Ćwiek – gwóźdź z szeroką, płaską lub wypukłą główką lub szewska szpilka drewniana do przybijania podeszew.
Współcześnie ćwiekami nazywane są metalowe kolce służące do ozdabiania ubrań. Ćwiekami ozdabiać można: buty, paski, kurtki, spodnie, kaski (może spowodować osłabienie konstrukcji i podczas upadku kask staje się mniej wytrzymały). Noszone są także „pieszczochy”, tj. kawałek skóry wybity ćwiekami, który zapina się przy nadgarstku. Kształty i rozmiary ćwieków są różne – od małych piramidek poprzez średnie stożki do kilkunastocentymetrowych kolców.
W latach 50., 60., 70. i 80. XX wieku były elementem ubioru subkultur, takich jak rockersi, harleyowcy, punki i heavymetalowcy.